# Reitano
Reitano é uma comuna italiana da região da Sicília, província de Messina, com cerca de 951 habitantes. Estende-se por uma área de 13 km², tendo uma densidade populacional de 73 hab/km². Faz fronteira com Mistretta, Motta d'Affermo, Pettineo, Santo Stefano di Camastra.

## Demografia
| Variação demográfica do município entre 1861 e 2011                               |
|                                                                                   |
| Fonte: Istituto Nazionale di Statistica (ISTAT) - Elaboração gráfica da Wikipedia |